# Corina Țifrea
Corina Țifrea (n. 11 februarie 1958, Araci, Covasna, România) este o fostă atletă română, specializată în probele de pentatlon și heptatlon.

## Carieră
Sportiva s-a născut pe 11 februarie 1958 în Araci, Covasna. La Brașov a intrat la liceu unde a început să practice atletismul la vârsta de 12 ani.  Legitimată la Steagul Roșu Brașov, ea a stabilit 16 recorduri naționale.
Corina Țifrea este multiplă campioană națională și balcanică. La Jocurile Mondiale Universitare din 1981 a obținut medalia de bronz, stabilind un nou record național cu 6033 de puncte. La Campionatul European din 1982, la Atena, s-a clasat pe locul zece. A câștigat titlul la Balcaniadă de trei ori la rând, în 1982, 1983 și 1984.
În 1982 atleta a fost decorată cu Ordinul „Meritul Sportiv” clasa a III-a.
După retragerea sa din activitate a devenit antrenor. A pregătit-o, printre alții, pe Ella Kovacs. Este profesor la UNEFS și a scris 13 cărți de specialitate.

## Palmares
| An   | Competiție           | Locație              | Loc | Eveniment | Note |
| ---- | -------------------- | -------------------- | --- | --------- | ---- |
| 1978 | Jocurile Balcanice   | Salonic, Grecia      | 3   | pentatlon | 4160 |
| 1980 | Jocurile Balcanice   | Sofia, Bulgaria      | 2   | pentatlon | 4325 |
| 1981 | Universiada          | București, România   | 3   | heptatlon | 6033 |
| 1981 | Jocurile Balcanice   | Sarajevo, Iugoslavia | 2   | heptatlon | 5755 |
| 1982 | Campionatul European | Atena, Grecia        | 10  | heptatlon | 5988 |
| 1982 | Jocurile Balcanice   | București, Romania   | 1   | heptatlon | 6080 |
| 1983 | Jocurile Balcanice   | Izmir, Turcia        | 1   | heptatlon | 6016 |
| 1984 | Jocurile Balcanice   | Atena, Grecia        | 1   | heptatlon | 6066 |